# Ghesquierellana
Ghesquierellana és un gènere d'arnes de la família Crambidae.

## Taxonomia
- Ghesquierellana hirtusalis (Walker, 1859)
- Ghesquierellana johnstoni (Tams, 1941)
- Ghesquierellana phialusalis (Walker, 1859)
- Ghesquierellana tessellalis (Gaede, 1917)
- Ghesquierellana thaumasia Munroe, 1959